# Prey (2021)
Prey ist ein Thriller von Thomas Sieben, der am 10. September 2021 in das Programm von Netflix aufgenommen wurde.

## Handlung
Roman feiert zusammen mit seinem Bruder Albert und drei Freunden seinen Junggesellenabschied mit einem Wanderausflug in einem deutschen Nationalpark. Als plötzlich ein Schuss fällt, halten sie diesen noch für jenen eines Jägers. Als sie fahren wollen, wird ein Freund tödlich getroffen. Voller Panik flüchten die jungen Männer in den Wald und erleben dort Blessuren wie auch interne Konflikte. Am Wasser entdecken sie eine junge Frau, die sich als die Schützin mit einem Scharfschützengewehr entpuppt. Bei einer freistehenden Imbiss-Hütte versuchen sie per Telefon die Polizei zu rufen, jedoch fallen Schüsse durch die Fenster und die Verkäuferin und der Freund Vincent werden getötet. Bei der weiteren Flucht entdecken die verbliebenen drei Männer verlassene Holzhütten. Roman entdeckt in einer Hütte einen Laptop auf dem ein Video der Killerin zu sehen ist, deren kleine Tochter von jungen Männern fahrlässig getötet wird. Auf der Straße wird ein weiterer Freund von der Schützin hingerichtet. Auf dem Smartphone seines Bruders entdeckt Roman, dass Albert eine Affäre mit seiner zukünftigen Frau hatte. Er nimmt sich ein Messer und versucht von hinten die Schützin zu überwältigen. Nach einem Zweikampf wirft Roman das Gewehr weg. Die Schützin lässt sich schließlich in den Abgrund fallen.

## Produktion
Regie führte Thomas Sieben, der auch das Drehbuch schrieb.
Die Dreharbeiten fanden von Anfang November bis Anfang Dezember 2020 statt. Als Kameramann fungierte Andreas Berger.
Der Film wurde am 10. September 2021 in Deutschland und in den USA in das Programm von Netflix aufgenommen.
Die Filmmusik komponierten Michael Kamm und Maximilian Stephan. Das Soundtrack-Album wurde zum Start bei Netflix von Lovebox als Download veröffentlicht.

## Kritik
Oliver Armknecht von film-rezensionen.de gibt nur eine mittlere Wertung: „In Prey begeben sich fünf Männer auf einen Ausflug in die Natur und werden bald von einem Unbekannten verfolgt, der Jagd auf sie macht. Inhaltlich hat der Thriller deutliche Defizite, ist an vielen Stellen zu einfallslos, macht an anderen mehr, ohne dass daraus ein Nutzen entstehen würde. Dafür ist die Inszenierung des bedrohlichen Waldes geglückt.“
Das Lexikon des internationalen Films vergibt zwei von fünf Sternen und bemängelt, dass der Film nach einer „vielversprechenden Exposition […] nur den allzu ausgetretenen Pfaden des Genres [folgt]“ und sich „immer wieder in den bürgerlichen Befindlichkeitskonflikten der zusehends ins Banale abdriftenden Figuren [verliert]“.